# Dikkulak
Il cane dikkulak è un cane tipo spitz di origine turca, (in turco: orecchio eretto) o çivikulak (orecchio a chiodo) o Turkish Zagar (tasso). Esso è un tipico spitz di piccole dimensioni compatte con orecchie erette; i cani dikkulak vengono allevati nella stessa area del Kangal nelle province di Agri, Ardahan, Erzurum, Iğdır e Kars.
Il dikkulak assomiglia ai gallesi welsh corgi cardigan e welsh corgi pembroke e al finnico västgötaspets.
In origine era un cane originariamente allevato come cane da pastore, ma oggi in Turchia il dikkulak è usato come cane da guardia di piccola taglia. Ha un pelo corto di qualunque colore, anche pezzato.
Molto vigile con gli intrusi abbaia rumorosamente per avvisare il proprietario di intrusioni ingiustificate.